# لوزان
لوزان (به فرانسوی: Lausanne): یکی از شهرهایِ بخشِ فرانسوی‌زبان کشور سوئیس است. این شهر در کنارهٔ دریاچه ژنو در باختر سوئیس و رودرروی بخش اویان فرانسه قرار گرفته‌است. لوزان در حدود ۵۰ کیلومتری شمالِ خاوری ژنو جای دارد. این شهر مرکز ایالت «کانتون وو» و بخش لوزان است. مقر کمیتهٔ بین‌المللی المپیک در این شهر واقع شده‌است.
در پایان سال ۲۰۰۷، جمعیت این شهر ۱۲۹٬۲۷۳ نفر بوده‌است.

## مترو
متروی لوزان: در سال ۱۹۹۱، تأسیس شد و هم‌اکنون ۲ خط و ۲۸ ایستگاه دارد.

## فرهنگ و هنر
کتاب‌های مصور لوزان بزرگ‌ترین جشنوارهٔ اروپا است که هرساله در شهر لوزان برگزار می‌شود.

## آموزش عالی
دانشگاه لوزان و دانشگاه پلی تکنیک فدرال لوزان دو دانشگاه مطرح این شهر و از معتبرترین دانشگاه‌های دنیا هستند.

## دانستنی‌ها
لوزان روی سه تپه ساخته شده و به شهر «فراز و نشیب» معروف است. در فصل پاییزِ هر سال «بازار مکاره سوئیس غربی» در این شهر برپا می‌شود و از بسیاری از کشورها برای تماشای آن به لوزان می‌روند. آموزشگاه حرفه‌ای «انجمن مهمانخانه‌داری سوئیس» که در سال ۱۸۹۳ تأسیس شد، در این شهر است.

## اتفاقات
در مارسِ ۲۰۱۵ (فروردین سال ۹۴) تیم مذاکرات ایران به رهبری محمدجواد ظریف با اعضای گروه ۱+۵ در این شهر به توافق رسیدند.

## نگارخانه

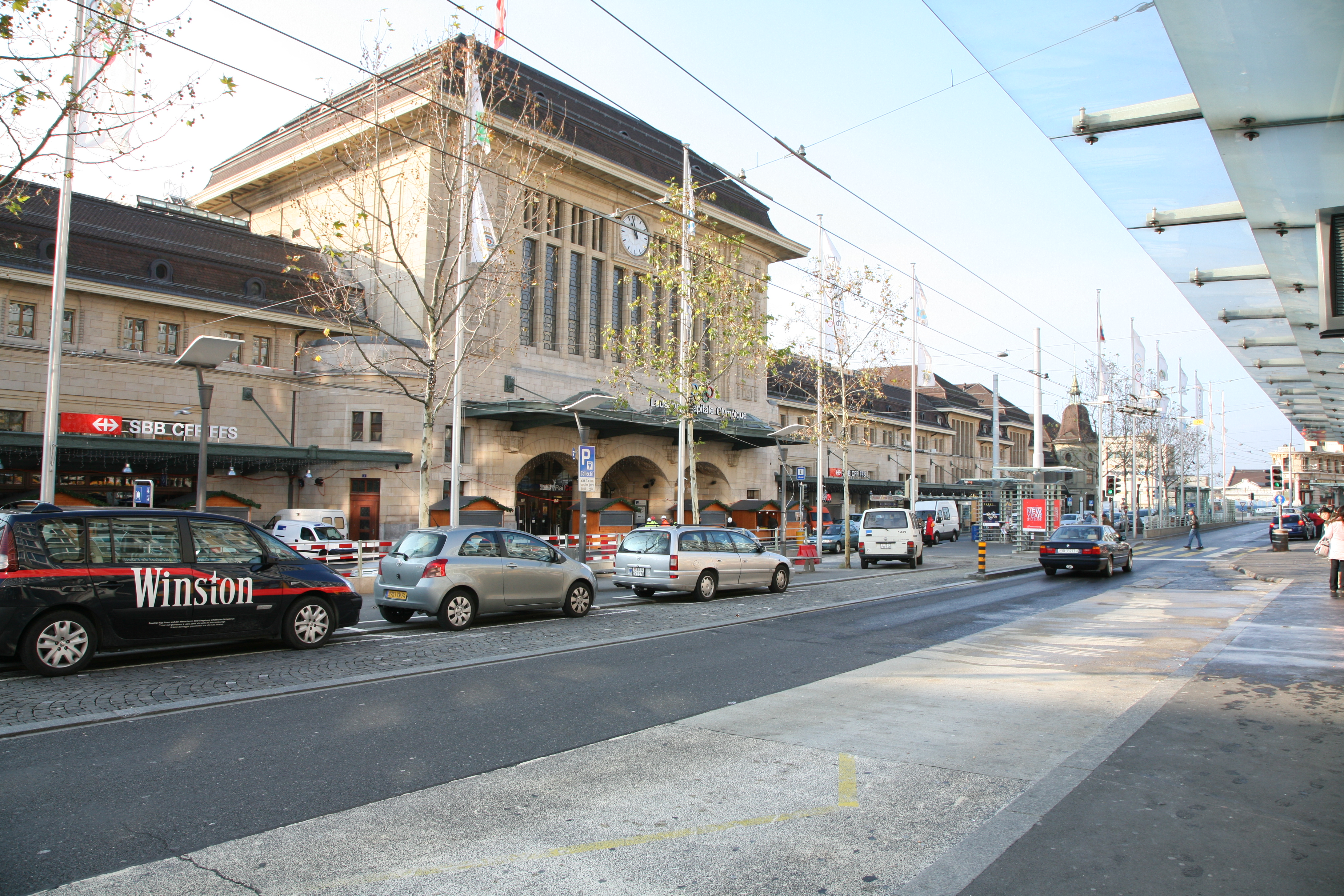
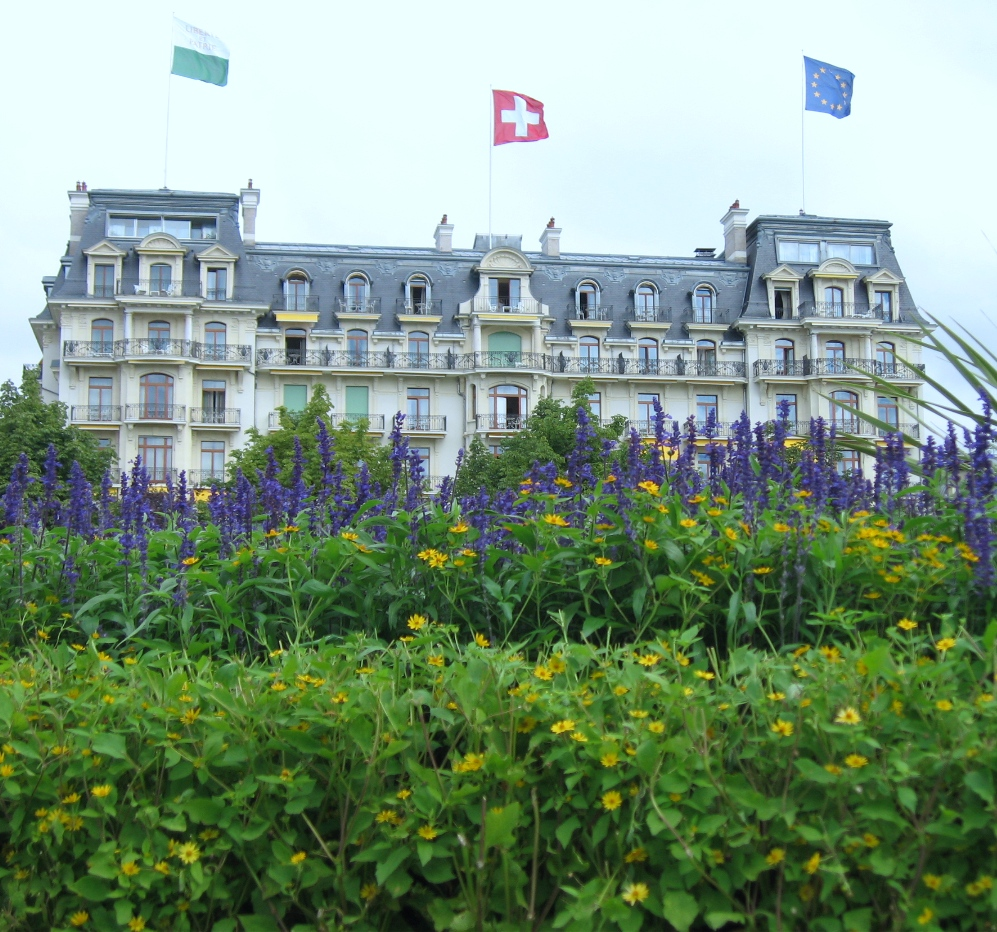
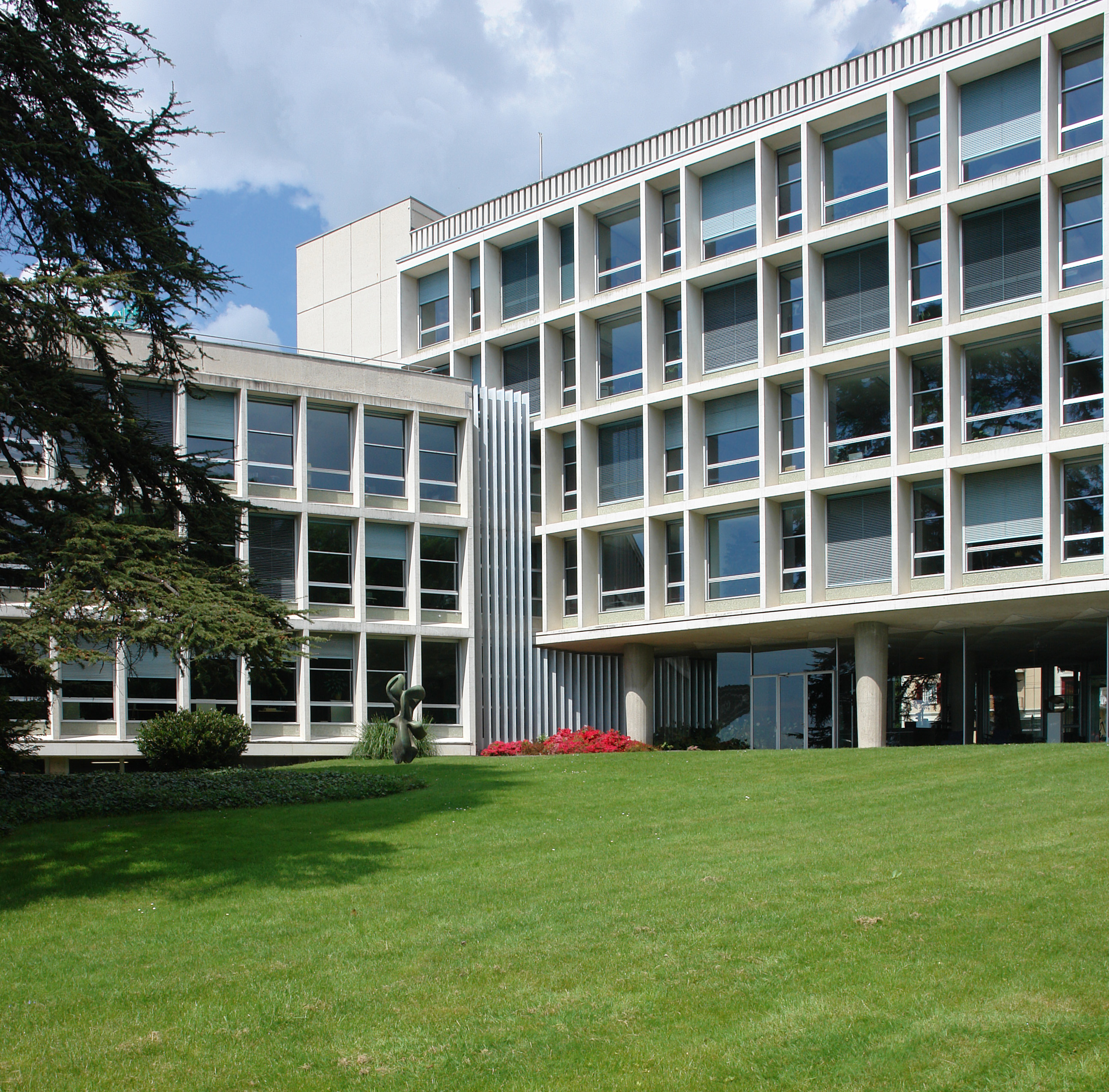
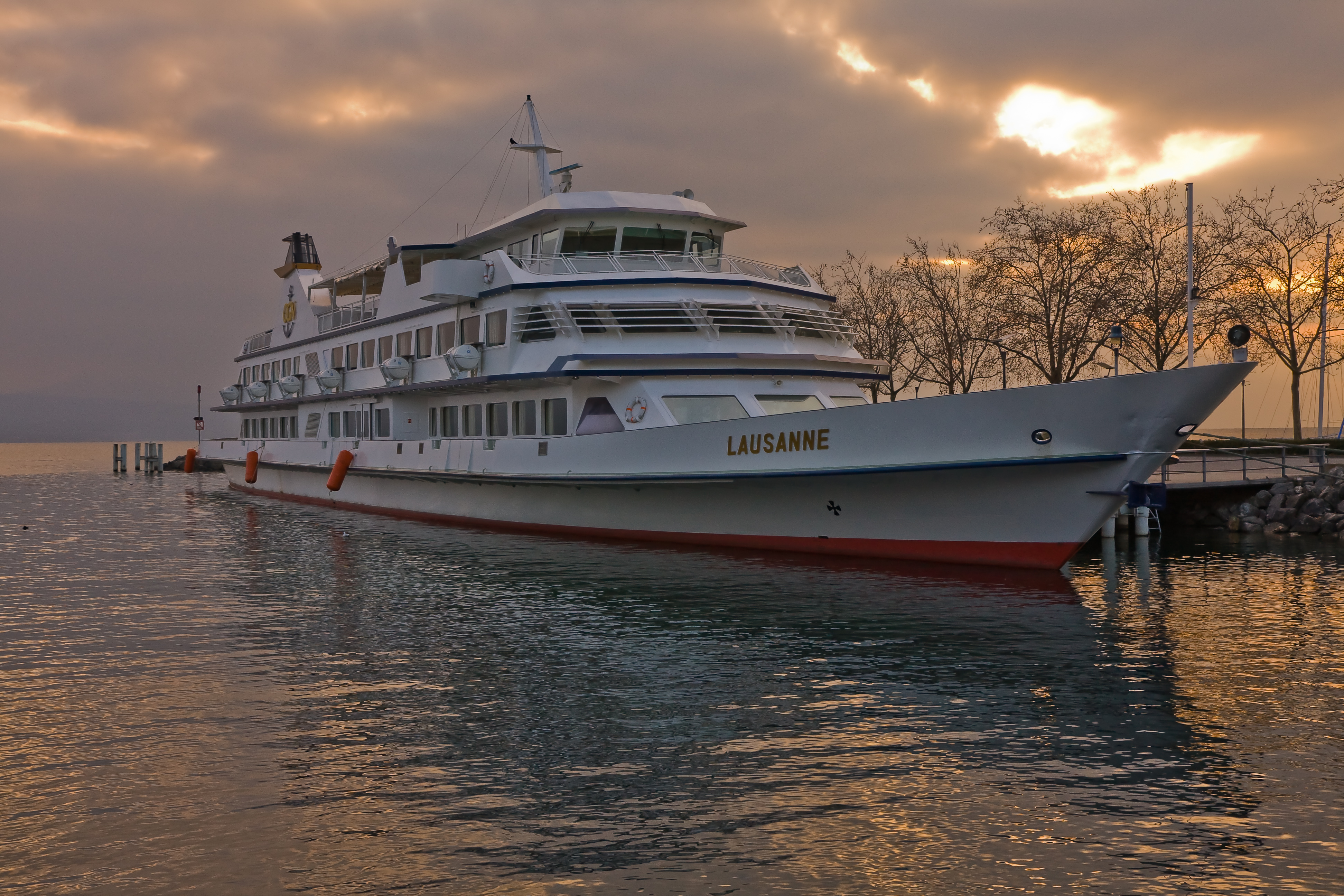